# Эрсан, Луиза
Луиза Эрсан (фр. Louise Hersent; 1784, Париж — 1862, там же) — французская художница.

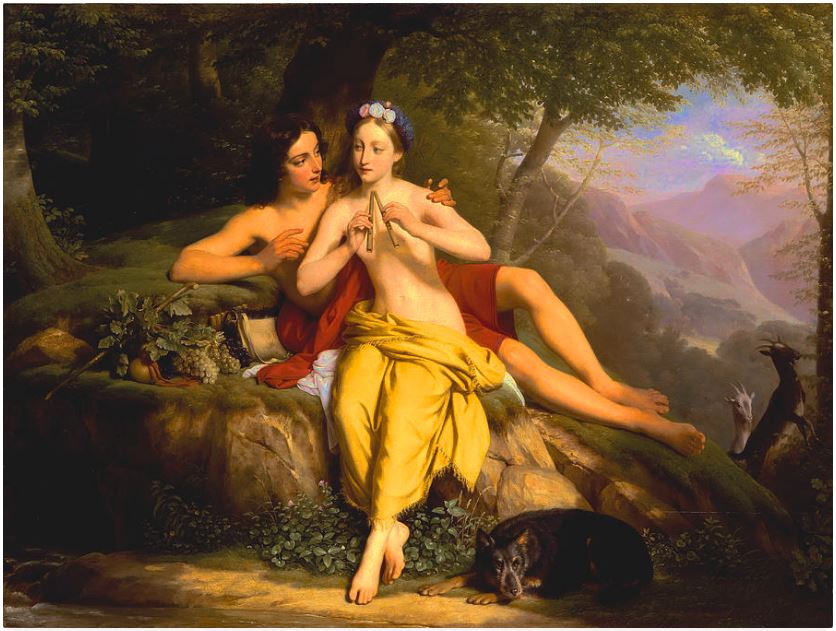
Дафнис и Хлоя

Родилась в 1784 году в Париже в семье профессора математики. Была ученицей художника Шарля Мейнье и супругой художника Луи Эрсана.
Впервые выставила свои работы на Парижском салоне в 1810 году, и в дальнейшем регулярно выставлялась там вплоть до 1824 года. В 1817 и 1819 годах была награждена медалями Салона.
Мадам Эрсан была известна тем, что с согласия мужа открыла в их семейном доме школу живописи для обучения женщин. Она скончалась в Париже в 1862 году, через 14 месяцев после смерти мужа.
Супруги покоятся на парижском кладбище Пер-Лашез (32-й дивизион), их общее надгробие украшено мраморными барельефами и медальонами.

## Галерея

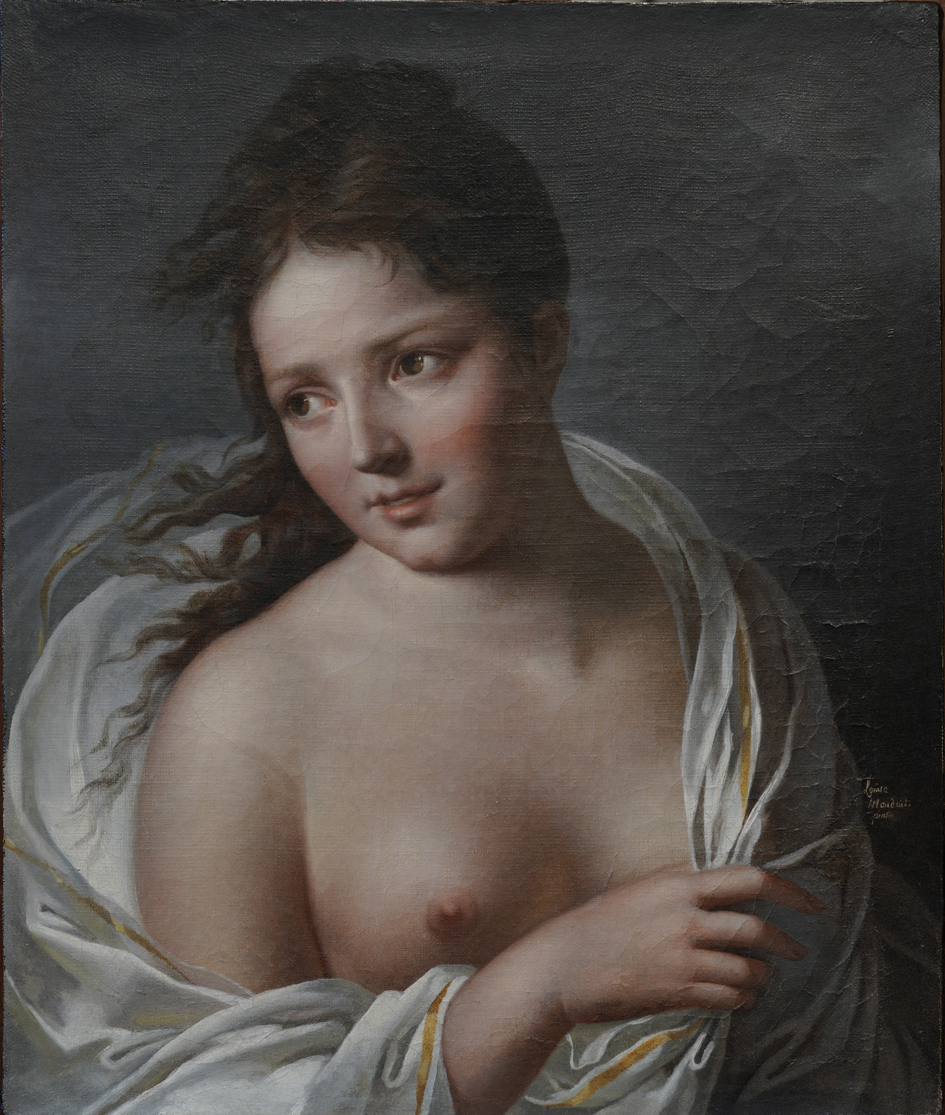
Нимфа
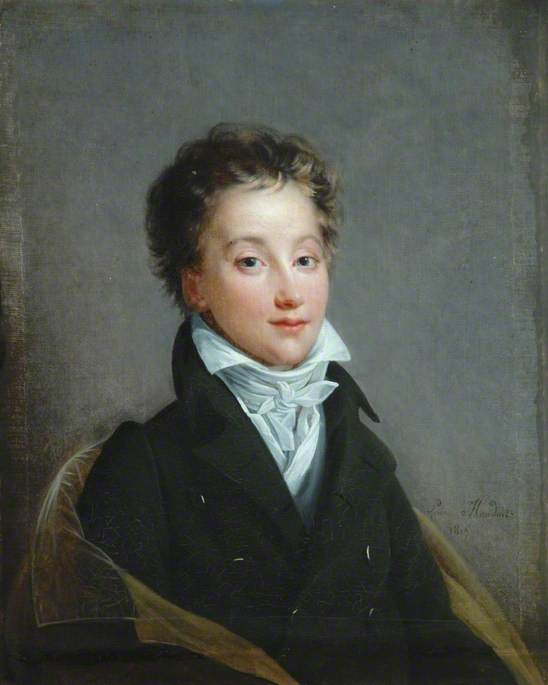
Портрет юноши
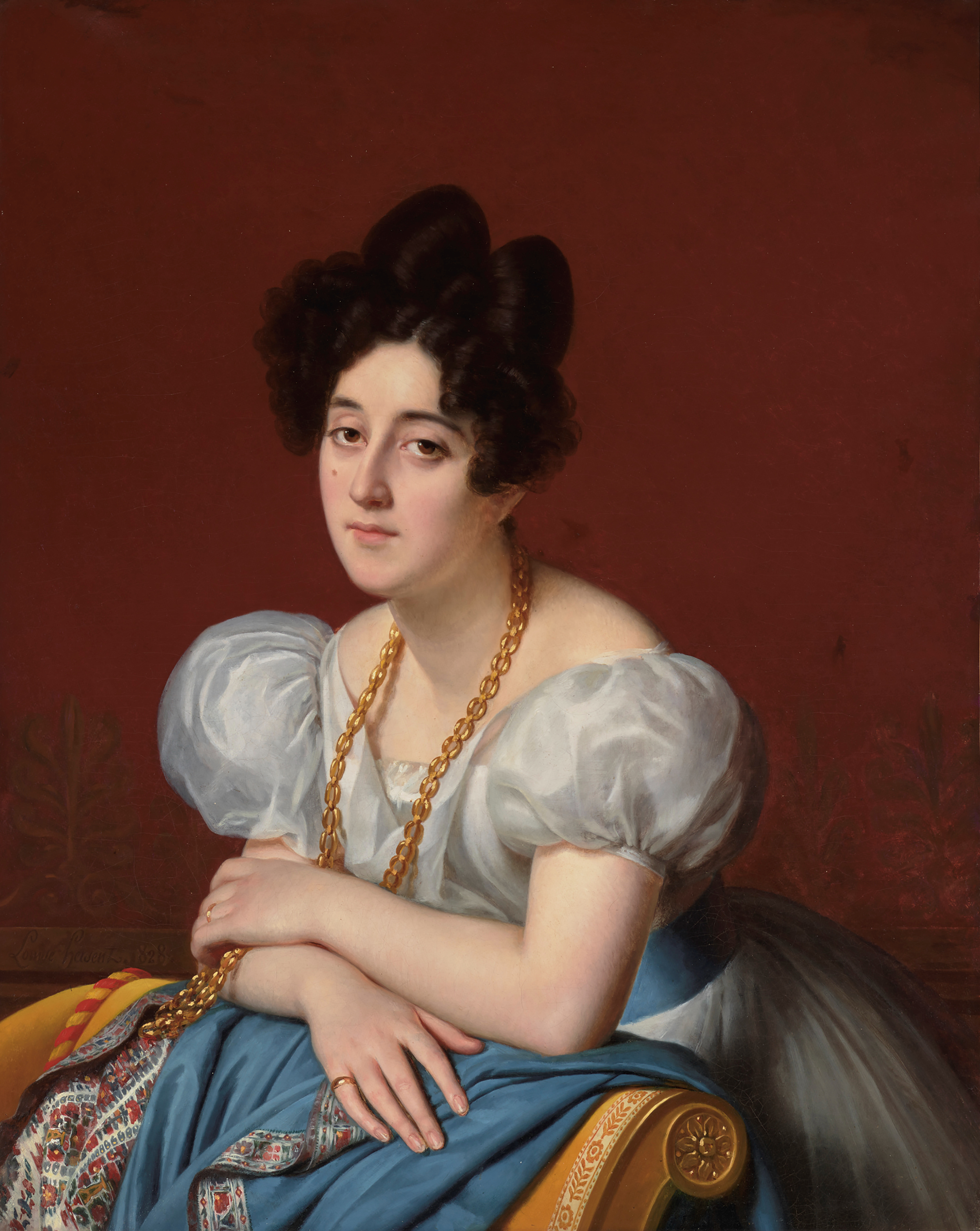
Женский портрет
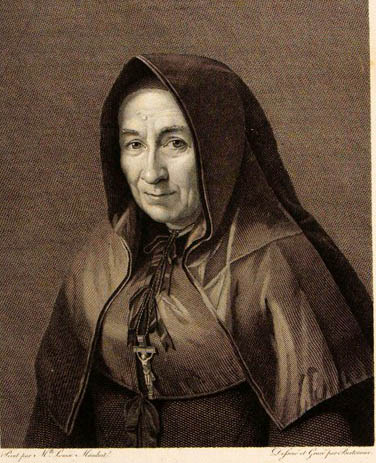
Портрет монахини Анриетты де Фумель
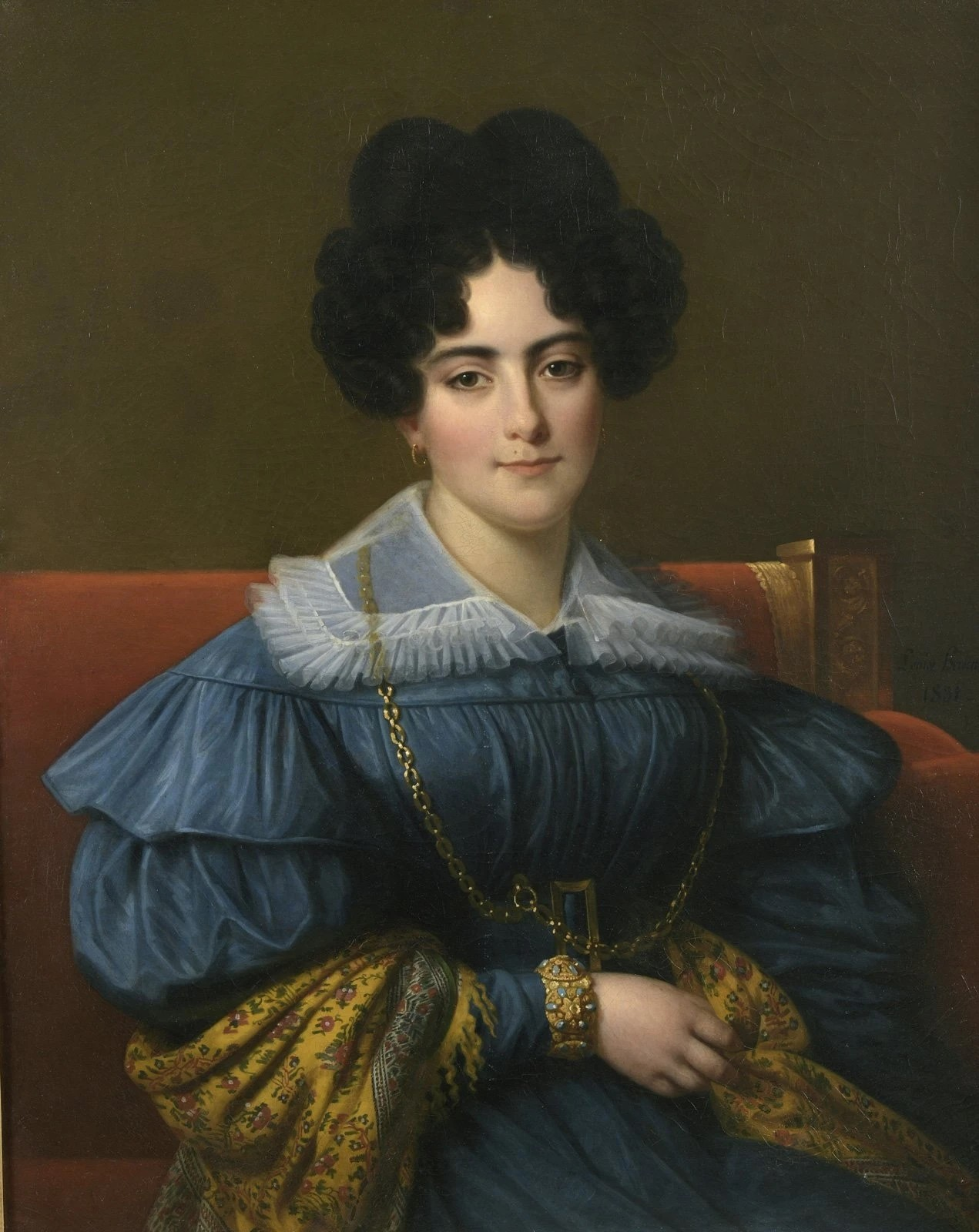
Женский портрет
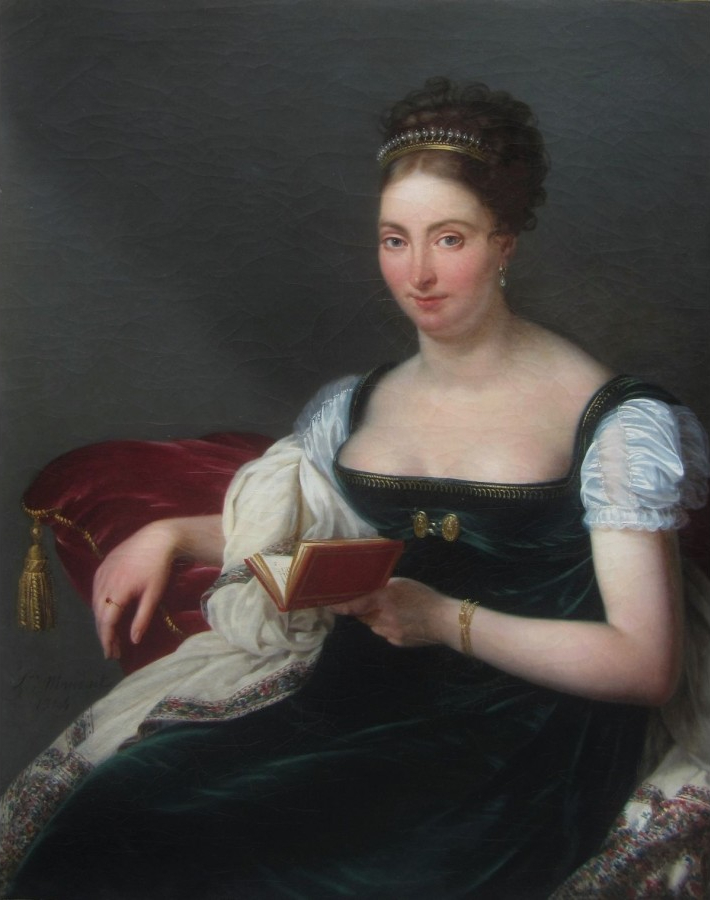
Женский портрет